# Färgladdning
Färgladdning är ett begrepp inom kvantkromodynamiken och är den laddning som förmedlas av den starka växelverkan – eller den starka kraften – den kraft som håller samman partiklar som består av kvarkar (och därför även atomkärnor). De färgladdade partiklar man känner till är förutom de sex olika kvarkarna även de gluoner som förmedlar kraften (jämför med fotonens roll inom elektromagnetismen). Det faktum att gluonerna, i motsats till elektromagnetismens fotoner, även bär den laddning de förmedlar leder till en del unika egenskaper hos den starka kraften. Kvarkar kan t.ex. inte förekomma fria utan ses endast i partiklar som är "vita" (färgneutrala), det vill säga antingen som kombinationer av tre kvarkar med tre olika färger (baryoner som protonen och neutronen), eller en kombination av en kvark med en antikvark av motsatt färg (mesoner). Nyligen (2015) har dessutom partiklar innehållandes fem stycken kvarkar identifierats  men även då måste kvarkarna vara kombinerade på ett sådant sätt att den resulterande partikeln är färgneutral . 
Färgladdningen förekommer i tre olika varianter: röd, grön och blå. Dessutom finns det antikvarkar med färgerna antiblå, antigrön och antiröd. Färgbegreppet används bara som konvention, och har inget samband med färg som visuellt fenomen.